# Isalomyia irwini
Isalomyia irwini är en tvåvingeart som beskrevs av Elisabeth K. Stuckenberg 2002. Isalomyia irwini ingår i släktet Isalomyia och familjen Vermileonidae.
Artens utbredningsområde är Madagaskar. Inga underarter finns listade i Catalogue of Life.